# 郁恵・井森のデリ×デリキッチン!
『郁恵・井森のデリ×デリキッチン!』（いくえ いもりのデリデリキッチン）は、2001年4月2日から2007年3月30日までフジテレビ系列の平日朝の生放送番組こたえてちょーだい内で放送された料理番組である。

## 番組概要
『噂のどーなってるの?!』の1コーナーとして放送されていた『郁恵・井森のお料理BAN!BAN!』が、『こたえてちょーだい!』の開始に合わせて改題・リニューアルされた。放送時間は10:54頃 - 11:10頃。
また、『こたえてちょーだい!』が放送されていない地域でも独立番組として放送されたり、不定期で放送された系列局があった一方でテレビ新広島のように全くネットを行わない系列局も存在した。また、北海道文化放送では、『いいものブラボー!』と合わせて30分枠で『デリ×デリ&ブラボー!』として放送されていた（月曜 ‐ 金曜15:00 ‐ 15:30）。

## 内容
榊原郁恵と井森美幸が軽妙なトークを繰り広げながら、バラエティに富んだ手軽なメニューを紹介した。
郁恵・井森は料理完成後の試食を最大限に楽しむため、調理中に講師が味見を促しても適当にごまかして拒否してしまう。また2人の好みに合わせて味付けや盛り付けを多少変えるなど、ほかの料理番組に比べて柔軟な姿勢が特徴だった。
一時期「マヨラー」という言葉が流行ったことから、「コショラー」「肉ラー」といった番組内だけで通用するフレーズが生まれた。
前身番組『お料理BAN!BAN!』では井森の料理の下手さが名物だったが、本番組が放送された頃には無難に調理をこなしている。井森は生クリームの泡立てが非常に速いことを得意としたり、「水溶き片栗粉クィーン」を名乗って中華料理などの仕上げを担当した。
年に1回程度、郁恵・井森が地方都市を訪れてグルメを堪能したり、地元の料理人に名物料理を教わる企画が放送された。
番組で紹介した料理のレシピ情報は、扶桑社発行の月刊誌「ESSE」に掲載された。
郁恵・井森が自ら言うタイトルコールは『お料理BAN!BAN!』時代と同様に「デリ×デリ」よりも「キッチン!」の方にアクセントが強く置かれた。
2007年4月2日より『こたえてちょーだい!』が『わかってちょーだい!』に改題・リニューアルされたことからこのコーナーも『おしえて!うれしぴ』へ改題・リニューアルされた。

## 出演者
- 榊原郁恵
- 井森美幸
- 料理講師（日替わり）1名

## ネット局と放送時間
1. 「こたえてちょーだい!」フルネット局
フジテレビジョン、秋田テレビ、岩手めんこいテレビ、さくらんぼテレビ、仙台放送、福島テレビ（月曜以外）、新潟総合テレビ、長野放送、テレビ静岡（金曜以外）、富山テレビ、福井テレビ、山陰中央テレビ、岡山放送、テレビ愛媛、高知さんさんテレビ、サガテレビ、テレビ長崎（金曜は11:00 ‐ 11:20単独の番組として放送）、テレビ熊本、鹿児島テレビ（金曜以外）、沖縄テレビ
2. 単独の番組としてネットしている局

| 道県       | 放送局         | 放送日時              | 備考             |
| ---------- | -------------- | --------------------- | ---------------- |
| 北海道     | 北海道文化放送 | 月 ‐ 金 15:10 ‐ 15:30 | 1週遅れ          |
| 中京広域圏 | 東海テレビ     | 月 ‐ 木 10:55 ‐ 11:20 | 休止の日あり     |
| 関西広域圏 | 関西テレビ     | 土 5:10 ‐ 5:30        | 1週遅れ、1日のみ |
| 福岡県     | テレビ西日本   | 月 ‐ 木 11:00 ‐ 11:20 |                  |
| 大分県     | テレビ大分     | 月 ‐ 木 16:05 ‐ 16:25 |                  |
| 宮崎県     | テレビ宮崎     | 火 ‐ 金 11:15 ‐ 11:35 |                  |

上記各局以外に、アメリカ・ハワイ州のケーブルテレビ日本語専門チャンネルNGN（Nippon Golden Network）で、現地時間日曜19:10から定期放送されている。週1回の放送のため全て放送されているわけではなく、1年以上遅れて放送された。

## スタッフ
- 構成：山屋美晴（オフィスゲイム）
- 編成担当：大野貢（フジテレビ）
- ディレクター：村上寿一
- プロデューサー：柴田多美子 ／ 西山雅庸、田本紀子
- スタッフ協力：八峯テレビ、FLT、フジアール、麻布プラザ、PROJECT 80、フルネット
- 料理機器協力：シーガルフォー、築地包丁子の日、日立ホーム&ライフソリューション、クリスタルダルク、北陸アルミニウム、ディノス
- 制作協力：日本テレワーク ／ D:COMPLEX